# Patrick Loobuyck
Patrick Loobuyck (Brugge, 1 oktober 1974) is een Belgisch godsdienstwetenschapper, moraalfilosoof en hoogleraar aan de Universiteit Antwerpen.

## Biografie
Patrick Loobuyck behaalde de diploma's godsdienstwetenschappen aan de Katholieke Universiteit Leuven (1996) en moraalwetenschappen aan de Universiteit Gent (1999). In 2004 doctoreerde hij in Gent bij Koen Raes. Sinds 2006 is hij hoogleraar aan de Universiteit Antwerpen, waar hij verbonden is aan het Centrum Pieter Gillis. Sinds 2016 is hij gastprofessor politieke filosofie aan de Universiteit Gent.
Hij komt regelmatig in de media en publieke debatten. Hij pleit onder meer voor het invoeren van LEF, een algemeen vormend vak rond levensbeschouwing, ethiek en filosofie. Hij schrijft opiniestukken voor onder andere De Morgen, De Standaard en Le Soir.
Loobuyck woont in Gent en is vader van vier zonen.

## Selecte bibliografie
- De seculiere samenleving (2013)
- Samenleven met overtuiging(en) : levensbeschouwing, democratie en wetenschap (2015)
- Samenleven met gezond verstand (2017)
- Verdwaald in verlichting (2019) (i.s.m. Khalid Benhaddou en Tomas Serrien)
- Met elkaar - voor elkaar. De kunst van het samenleven in crisistijd (2021)
- Burgerschap (2022)